# 498 Tokio
A 498 Tokio (ideiglenes jelöléssel 1902 KU) a Naprendszer kisbolygóövében található aszteroida. Auguste Charlois fedezte fel 1902. december 2-án.